# Club Atlético Argentino Peñarol
El Club Atlético Argentino Peñarol es un club de fútbol ubicado en la ciudad de Córdoba, Argentina. 
Fue fundado el 12 de octubre de 1908 y en la actualidad se encuentra en el Torneo Regional Federal Amateur, cuarto escalón en el fútbol profesional argentino. 
Inspirado en el club uruguayo Peñarol.

## Historia
Fundado el 12 de octubre de 1908, en el barrio de San Martín, fue conocido en sus inicios como “el club de los Oyola”, en alusión al apellido de sus fundadores (Carlos, Ventura, Dolores, Andrés y Jerónimo Oyola), acompañados por su madre Carmen Venancio. 
La denominación fue motivo de debate, puesto que había un grupo que proponía identificarlo con el barrio de origen y otro sector apoyaba la moción de Pedro Camargo en alusión al homónimo club uruguayo Peñarol de Montevideo. La resolución quedó sometida al resultado de un partido de fútbol llevado a cabo el 12 de diciembre de 1908 en un baldío conocido como “El Pencal” –ubicado en el actual barrio Cofico, en donde emplazaría posteriormente su primera cancha– triunfando el equipo liderado por Camargo. Sin embargo y para ir diferenciarse con el homónimo club montevideano, eligió el nombre de Club Atlético Argentino Peñarol. 
La primera camiseta que identificó a la escuadra fue blanca y negra a rayas verticales, sin embargo en 1914 se eligieron los colores verde y rojo que son los representativos del club hasta la actualidad.
| Primer uniforme | Uniforme actual |

La primera comisión directiva estuvo presidida por Nicanor Lezcano, quien fue acompañado por José Roldan, vicepresidente y José Gallardo, secretario. 
En 1913 fue miembro fundador de la Liga Cordobesa de Fútbol. El club tuvo varios traslados a lo largo de su historia, luego de auspiciar de local en “El Pencal” situó sus instalaciones en el Barrio Alberdi en proximidades del Hospital Nacional de Clínicas, en 1922 se trasladó a barrio Providencia y en 1927 a barrio Villa Cabrera, donde permanecería hasta el 12 de abril de 1958 cuando inauguró su estadio conocido como “El Trampero” ubicado en la zona de Argüello, actualmente barrio Autódromo. 
En 1916, logró su primer título, y ascendió a la Primera División del fútbol local (LCF). En 1919, sufrió su primer descenso.
El apodo con que se lo conoce es con el de “Millonario” y su origen nos remite a 1933 y con la implementación del profesionalismo en Córdoba, año que estrenó su uniforme con camisa de seda, todo un lujo para la época, y por la contratación de los futbolistas más cotizados del momento de la liga.
Al año siguiente, en 1934, presumió de otro logro trascendente para el club: el 19 de marzo, recibió a la Selección Argentina que se preparaba para la Copa Mundial de Fútbol de 1934. El cual terminó empatado 3 a 3.
Para destacar, en la temporada 1988/89 disputó el Torneo del Interior (1986-1995), un campeonato de tercera división que integraba a los clubes indirectamente afiliados a la AFA.
El fútbol fue históricamente el pilar deportivo de la entidad habiendo obtenido seis campeonatos en la divisional B de la Liga Cordobesa, en el 2012 se consagró campeón en primera división A y el año 2013 se consagró campeón en el Torneo del Interior que le permitió competir por primera vez en el Torneo Argentino B, organizado por el Consejo Federal de AFA y Torneo del Interior durante el año 2014.

### Liga Cordobesa 2012
En el año 2012, Argentino Peñarol ganó el Torneo Apertura de la Liga Cordobesa de Fútbol. Luego en la final por el título anual, los Millonarios vencieron al Club Atlético Avellaneda (Campeón del Clausura) y se consagraron campeones de la máxima categoría por primera vez en su historia.
Así obtuvo el derecho a jugar el Torneo del Interior, edición 2013.

### Torneo del Interior 2013
En la primera fase del torneo compartió el grupo 23 con Las Palmas, Sportivo Brasil (Villa Carlos Paz) y Racing (Valle Hermoso). Consiguió el segundo puesto, con 11 puntos, detrás de Las Palmas, con un récord de tres (3) victorias, dos (2) empates y una (1) derrota, lo que le permitió clasificar a la etapa final.
Allí tuvo que enfrentar a Américo Tesorieri (Catamarca), y logró vencerlo en un global de 2-0 (1-0 en el partido de ida y el mismo resultado se dio en la vuelta). En la segunda eliminatoria de la etapa final, se enfrentó nuevamente a Las Palmas, con quien empató sin goles en el primer partido y ganó 3-2 en la vuelta. Estos encuentros se disputaron en el escenario mayor de la capital cordobesa, el Estadio Mario Alberto Kempes. Finalmente, en la tercera eliminatoria, su contrincante fue Tinogasta Central (Catamarca). En la ida, en Barrio Argüello, triunfó con un contundente 3-0. Luego, consiguió un empate 2-2 y de esta forma ascendió a un torneo permanente de AFA por primera vez en 104 años hasta ese momento.

## Actualidad

### Últimas temporadas
| Año       | Campeonato                    | Posición |
| --------- | ----------------------------- | --- |
| 2012      | Liga cordobesa de fútbol 2012 | - Apertura: Finaliza 1º sobre 18 equipos con 35 puntos - Clausura: Finaliza 4º sobre 18 equipos con 30 puntos - General: Finaliza 2° sobre 18 equipos con 65 puntos - Nota: Campeón: consigue su primer título en primera al ganar la final a Avellaneda.                             |
| 2013      | Torneo del Interior 2013      | - Etapa Clasificatoria: 2° sobre 4 equipos con 11 puntos - Cuartos de final: supera a Américo Tesorieri (Catamarca) - Semifinal: supera a Las Palmas - Final: supera a Tinogasta Central (Catamarca) - Nota: se consagra campeón de un título nacional por primera vez en su historia |
| 2013/2014 | Torneo Argentino B 2013/14    | - Eliminado en Primera Fase |
| 2014      | Torneo Federal B 2014         | - Eliminado en Primera Fase - Nota: en el campeonato local consigue su segundo título en la primera división tras ganarle en la final a Talleres. |
| 2015      | Torneo Federal B 2015         | |

## Estadio

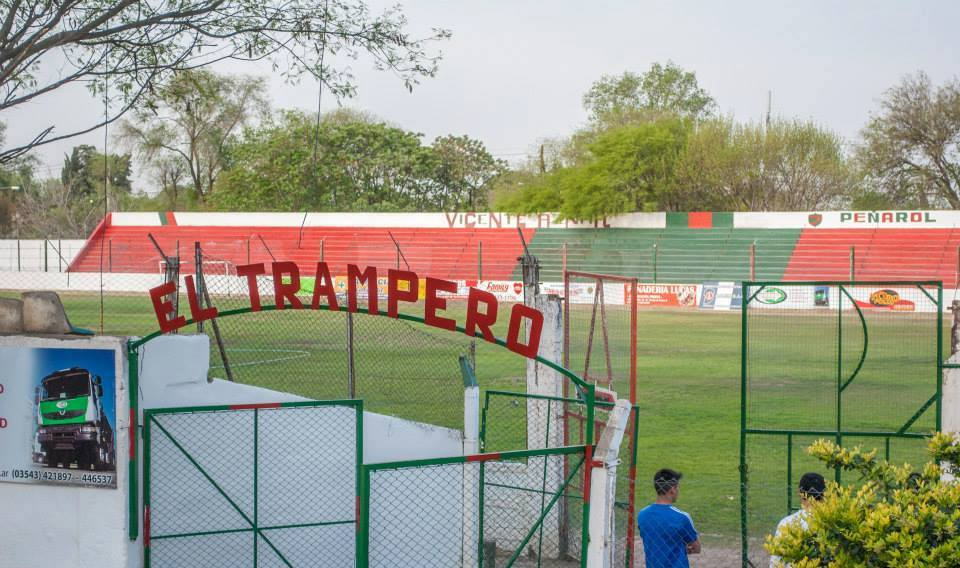
Entrada al estadio El Trampero de Argüello.

El recinto del Club Atlético Argentino Peñarol fue fundado el 12 de abril de 1958, y se encuentra en Risatti esquina Marimón, Bº Autódromo de Argüello Norte. Su capacidad total es de 4.000 espectadores.
El famoso nombre de El Trampero de Argüello, surgió en una rueda de café mientras un grupo de dirigentes y simpatizantes analizaban el fixture del torneo. Presente se encontraba el Sr. Raúl Rodríguez, que ante cada rival que visitaba "La Peña", él pronunciaba: "esos del Trampero no se escapan"; un periodista escuchó esa frase, y desde tal momento el estadio de Peñarol pasó a ser llamado de esa forma.

## Rivalidades
El clásico del conjunto millonario es Huracán de Barrio La France.
También mantiene rivalidad con el Deportivo Atalaya. Por otra parte, en la actualidad se ha creado una especie de clásico con el club Las Palmas, debido a los enfrentamientos recientes en la Liga Cordobesa, Torneo del Interior y Torneo Argentino B.

## Palmarés

### Torneos nacionales
- Torneo del Interior (1): 2013

### Torneos locales
- Primera División de la Liga Cordobesa (4): 2012,[2] 2014,[9] 2018, 2019
- Segunda División de la Liga Cordobesa (5)

## Jugadores

### Plantel 2022
- Los equipos argentinos están limitados por la AFA a tener en su plantel de primera división un máximo de cuatro futbolistas extranjeros.

## Entrenadores

### Estructura deportiva
- Director general:
  -  Daniel Albornos

Cuerpos Técnicos
- Entrenador de la primera en Liga Cordobesa:
  -  DT: Joaquin Sastre

- Entrenadores de la división inferiores en Liga Cordobesa:
  -  DT: (4.ª)
  -  DT: (5.ª y 6.ª)
  -  DT: (7.ª)
  -  DT: (8.ª y 9.ª)
  -  DT: (10.ª y 11.ª)
  -  DT: (12.ª y 13.ª)

- Entrenador en fútbol femenino:
  -  DT: Constanza Guerra